# Latécoère 3
L'hydravion Latécoère 3 a été conçu pour le transport du courrier. Un seul exemplaire vu le jour en 1919.